# Косинцев, Евгений Юрьевич
Евгений Юрьевич Косинцев (род. 3 января 1982, Елабуга, Татарская АССР) — российский лыжник и биатлонист, чемпион и призёр чемпионата России по биатлону. Мастер спорта России международного класса по лыжным гонкам, мастер спорта России по биатлону (2009) и служебно-прикладному спорту ФСКН (2015).

## Биография

### Лыжные гонки
Воспитанник ДЮСШ № 1 г. Елабуги, первый тренер — Н. Е. Яковлев.
Становился бронзовым призёром чемпионата России[уточнить] (по другим данным — чемпион России 2003 года в эстафете). Входил в расширенный состав сборной России. Принимал участие во всемирной зимней Универсиаде[уточнить]. Бронзовый призёр «Праздника Севера» на дистанции 10 км (2004), а в 2006 году на марафонской дистанции стал четвёртым.

### Биатлон
В 2007 году перешёл в биатлон и стал представлять Республику Удмуртия, СДЮСШОР г. Ижевска и спортивное общество «Динамо». Тренировался под руководством В. А. Чурина и А. В. Вольчука.
На чемпионате России в 2011 году в составе сборной Удмуртии становился чемпионом в командной гонке, серебряным призёром в эстафете и смешанной эстафете, бронзовым призёром в гонке патрулей.
В летнем биатлоне становился бронзовым призёром чемпионата России в эстафете (2009), призёром всероссийских отборочных соревнований, призёром этапов Кубка России.
Завершил профессиональную карьеру в 2013 году. После этого вернулся в Елабугу, принимает участие в любительских стартах и ведомственных соревнованиях.
Окончил Камский государственный институт физической культуры (Набережные Челны, 2006).